# ويسلي فيرهويك
ويسلي فيرهويك (بالهولندية: Wesley Verhoek)‏ (25 سبتمبر 1986 بلايدسخيندام في هولندا - ) هو لاعب كرة قدم هولندي في مركز الهجوم. لعب مع أدو دين هاغ وتفينتي أنشخيدة وغو أهد إيغلز وفاينورد ونادي مدينة بونه لكرة القدم.

## روابط خارجية
- ويسلي فيرهويك على موقع قاعدة بيانات كرة القدم.إي يو (الإنجليزية)
- ويسلي فيرهويك على موقع Soccerway.com (الإنجليزية)
- ويسلي فيرهويك على موقع عالم كرة القدم.نت (الإنجليزية)
- ويسلي فيرهويك على موقع AS.com (الإسبانية)